# Àcid de Mead
L'àcid de Mead, de nom sistemàtic àcid (5Z,8Z,11Z)-eicosa-5,8,11-trienoic, és un àcid carboxílic poliinsaturat de cadena lineal amb vint àtoms de carboni, la qual fórmula molecular és {\displaystyle {\ce {C20H34O2}}}. En bioquímica és considerat un àcid gras ω-9, ja que té un doble enllaç C=C situat entre el carboni 9 i el 10 començant per l'extrem oposat al grup carboxil, i se simbolitza per C20:3n-9. També té altres dos enllaços dobles, en disposició cis que el primer.
A temperatura ambient és un líquid d'aspecte oliós que bull a 78,0-80,0 °C amb un índex de refracció a 20 °C d'1,49. És soluble en disulfur de carboni, heptà i metanol.

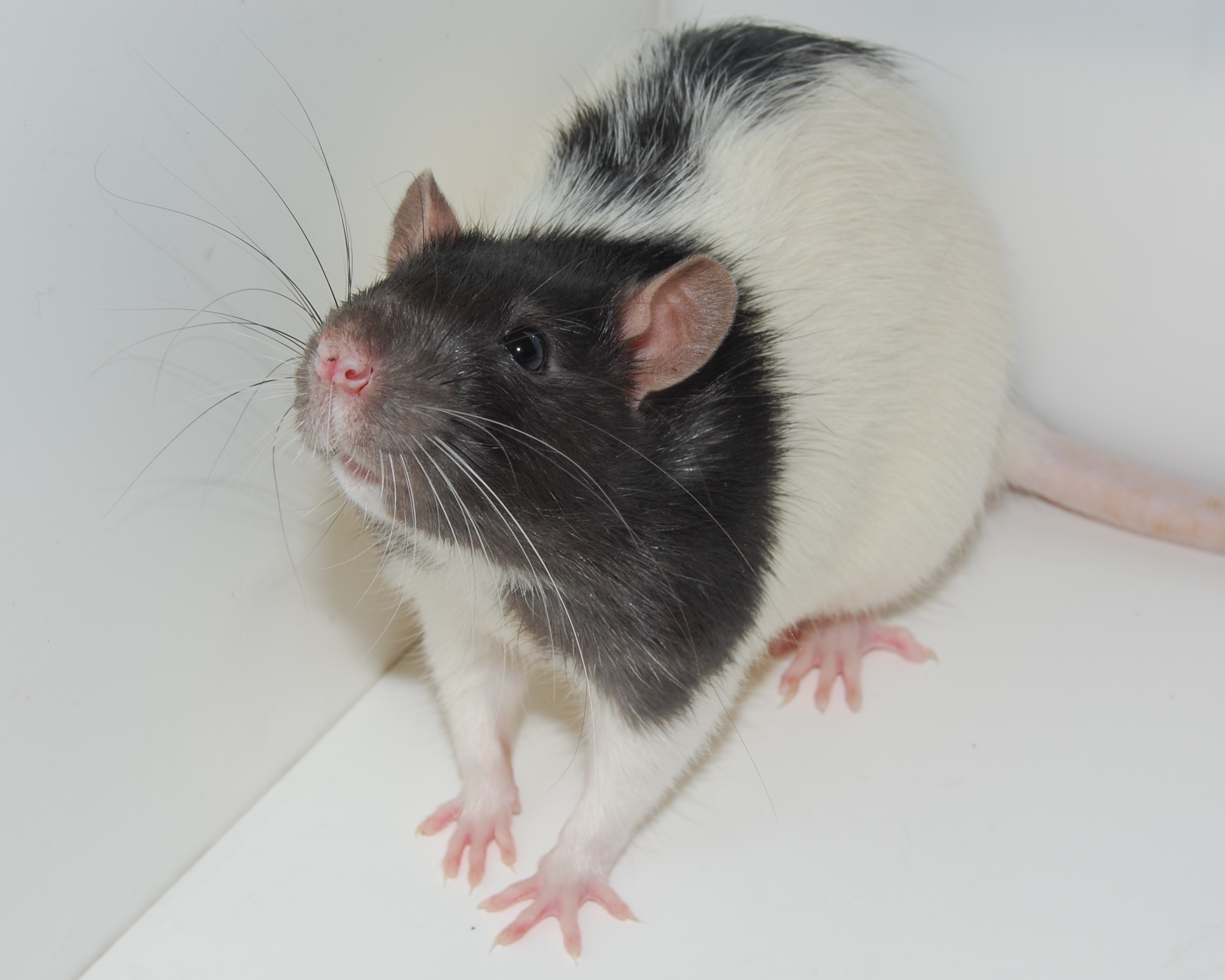
Mead descobrí l'àcid de Mead estudiant el metabolisme de les rates

Pren el nom de James F. Mead (1916-1987), bioquímic estatunidenc de la UCLA, que l'identificà per primera vegada el 1956. En animals, es pot produir de nou a partir d'àcid oleic. Els enzims que catalitzen la conversió d'àcid oleic (18:1 ω-9), àcid linoleic (18:2 ω-6) i àcid alfa-linolènic (18:2 ω-3) a àcids eicosanoics ω-9, ω-6 i ω-3 són iguals, però les famílies ω-6 i ω-3 tenen una major afinitat que els ω-9; des d'un punt de vista bioquímic això és una inhibició competitiva. En el cas dèficit d'àcids grassos essencials, s'inhibeix aquest inhibició competitiva per manca de precursors dels àcids ω-3 i ω-6 i els enzims de desaturació/elongació formen més quantitat de l'àcid de Mead, un ω-9. El denominat quocient triè-tetraè o índex de Holman fa referència a la proporció d'àcid de Mead (20:3 n-9) i àcid araquidònic (20:4 n-6) i normalment és inferior a 0,2. Si se supera aquest valor, juntament amb d'altres indicis, hom pot sospitar la carència de consum d'àcids grassos essencials. Hom el troba als olis de peix, al fetge i a les glàndules suprarenals d'animals terrestres i en el cervell.
És un precursor en la biosíntesi de prostaglandines, tromboxans i leucotriens (els eicosanoides que formen la "cascada araquidònica"). Els ronyons de rates deficients d'àcids grassos essencials són menys immunogènics quan es trasplanten i es creu que els metabòlits de l'àcid eicosatrienoic tenen un paper important a l'hora d'alterar l'estat immunològic d'aquests òrgans. La investigació ha demostrat que aquest compost té efectes immunomoduladors i antiinflamatoris.